# 卡拉布奇伊夫
49°47′1″N 29°20′23″E / 49.78361°N 29.33972°E
卡拉布奇伊夫（烏克蘭語：Карабчиїв），是烏克蘭北部的村莊，隸屬日托米爾州的別爾季切夫區。該村始建於1611年，面積2.81平方公里，海拔高度204米，2001年人口768，人口密度每平方公里273.41人。